# Olga Parres Azcoitia
Olga Parres Azcoitia (* 26. März 1993 in Ceuta) ist eine spanische Tennisspielerin.

## Karriere
Parres Azcoitia spielt hauptsächlich auf Turnieren des ITF Women’s Circuit, bei denen sie bislang 38 Titel im Doppel gewann.
Im Juli 2021 gewann Azcoitia in Don Benito, im Alter von 28 Jahren, ihr erstes ITF-Turnier im Einzel.

## Turniersiege

### Einzel
| Nr. | Datum         | Turnier    | Kategorie | Belag             | Finalgegnerin   | Ergebnis      |
| --- | ------------- | ---------- | --------- | ----------------- | --------------- | ------------- |
| 1.  | 24. Juli 2021 | Don Benito | ITF W15   | Hartplatz (Halle) | Angelina Wirges | 2:6, 6:3, 6:4 |

### Doppel
| Nr. | Datum              | Turnier                  | Kategorie   | Belag             | Partnerin                 | Finalgegnerinnen                                  | Ergebnis          |
| --- | ------------------ | ------------------------ | ----------- | ----------------- | ------------------------- | ------------------------------------------------- | ----------------- |
| 1.  | 22. November 2013  | Fès                      | ITF $10.000 | Sand              | Alexandra Nancarrow       | Anna-Maria Heil Pia König                         | 6:4, 6:4          |
| 2.  | 29. November 2013  | Fès                      | ITF $10.000 | Sand              | Alexandra Nancarrow       | Nadia Lalami Charlotte Römer                      | 7:62, 6:3         |
| 3.  | 28. Februar 2014   | Palmanova                | ITF $10.000 | Sand              | Inés Ferrer Suárez        | Kim Grajdek Monique Zuur                          | 6:2, 7:63         |
| 4.  | 15. März 2014      | Ponta Delgada            | ITF $10.000 | Hartplatz         | Tatiana Búa               | Tereza Malíková Pernilla Mendesová                | 6:3, 6:4          |
| 5.  | 25. Mai 2014       | Sousse                   | ITF $10.000 | Hartplatz         | Alexandra Nancarrow       | Ana Sofía Sánchez Chantal Škamlová                | 6:4, 6:2          |
| 6.  | 28. Juni 2014      | Melilla                  | ITF $10.000 | Hartplatz         | Lucia Cervera-Vazquez     | Jil Nora Engelmann Katharina Hering               | 7:5, 4:6, [10:6]  |
| 7.  | 4. Oktober 2014    | La Vall d’Uixó           | ITF $10.000 | Sand              | Andrea Gámiz              | Tatiana Búa Alice Savoretti                       | 6:2, 6:3          |
| 8.  | 8. November 2014   | Casablanca               | ITF $10.000 | Sand              | Inês Murta                | Martina Caciotti Silvia Njirić                    | 6:3, 6:4          |
| 9.  | 14. November 2014  | Casablanca               | ITF $10.000 | Sand              | Georgina García Pérez     | Tea Faber Silvia Njirić                           | 6:2, 6:4          |
| 10. | 21. November 2014  | Casablanca               | ITF $10.000 | Sand              | Georgina García Pérez     | Manisha Foster Lisa Sabino                        | 1:6, 7:62, [10:7] |
| 11. | 15. Mai 2015       | Monzón                   | ITF $10.000 | Hartplatz         | Georgina García Pérez     | Başak Eraydın Francesca Stephenson                | 6:4, 6:2          |
| 12. | 14. Juni 2015      | Scharm asch-Schaich      | ITF $10.000 | Hartplatz         | Prarthana Thombare        | Jenny Claffey Inês Murta                          | 6:4, 6:2          |
| 13. | 4. Juli 2015       | Amarante                 | ITF $10.000 | Hartplatz         | Julija Stamatowa          | Maria Martinez Martinez Charlotte Roemer          | 6:4, 6:3          |
| 14. | 8. August 2015     | El Espinar               | ITF $10.000 | Hartplatz         | Camilla Rosatello         | Arabela Fernández Rabener Francesca Stephenson    | 6:1, 6:2          |
| 15. | 2. November 2015   | Casablanca               | ITF $25.000 | Sand              | Camilla Rosatello         | Alice Bacquié Inês Murta                          | 6:2, 6:4          |
| 16. | 14. November 2015  | Casablanca               | ITF $10.000 | Sand              | Camilla Rosatello         | Melanie Klaffner Anna Morgina                     | 6:2, ret.         |
| 17. | 21. November 2015  | Casablanca               | ITF $10.000 | Sand              | Camilla Rosatello         | Irina Fetecău Camelia Hristea                     | 6:4, 6:3          |
| 18. | 27. November 2015  | Rabat                    | ITF $10.000 | Sand              | Fatma Al-Nabhani          | Léa Tholey Miriana Tona                           | 7:65, 7:5         |
| 19. | 15. April 2016     | Santa Margherita di Pula | ITF $10.000 | Sand              | Alice Balducci            | Vanda Lukacs Kristína Schmiedlová                 | 3:6, 6:2, [10:6]  |
| 20. | 15. Mai 2016       | Santa Margherita di Pula | ITF $10.000 | Sand              | Deborah Chiesa            | Federica Arcidiacono Martina Spigarelli           | 6:4, 6:4          |
| 21. | 23. Dezember 2016  | Opole                    | ITF $10.000 | Sand              | Katharina Hering          | Déborah Kerfs Jana Sisikowa                       | 6:1, 6:2          |
| 22. | 15. Juli 2017      | Cantanhede               | ITF $15.000 | Teppich           | Maria Masini              | Mathilde Armitano Inês Murta                      | 3:6, 6:3, [10:4]  |
| 23. | 22. Juli 2017      | Don Benito               | ITF $15.000 | Teppich           | Maria Masini              | Mia Nicole Eklund Gabriella Taylor                | 6:3, 6:3          |
| 24. | 3. November 2017   | Casablanca               | ITF $15.000 | Sand              | Katharina Hering          | Victoria Kan Marija Sotowa                        | 7:64, 6:2         |
| 25. | 17. Februar 2018   | Manacor                  | ITF $15.000 | Sand              | Irene Burillo Escorihuela | Seone Mendez Alexandra Perper                     | 6:4, 2:6, [10:7]  |
| 26. | 4. August 2018     | El Espinar               | ITF $25.000 | Hartplatz         | Marina Bassols Ribera     | Tamara Čurović Başak Eraydın                      | 7:5, 6:4          |
| 27. | September 2018     | Melilla                  | ITF $15.000 | Sand              | Ioana Loredana Roșca      | Catherine Chantraine Linda Prenkovic              | 6:2, 6:2          |
| 28. | 27. Oktober 2018   | Lousada                  | ITF $15.000 | Hartplatz         | Katharina Hering          | Francisca Jorge Maileen Nuudi                     | 6:2, 6:2          |
| 29. | November 2018      | Lousada                  | ITF $15.000 | Hartplatz (Halle) | Ioana Loredana Roșca      | Alba Carrillo Marin Noelia Zeballos               | 6:2, 6:2          |
| 30. | 15. Juni 2019      | Amarante                 | ITF W15     | Hartplatz         | Francisca Jorge           | Georgia Drummy Christina Rosca                    | 6:4, 2:6, [12:10] |
| 31. | 22. Juni 2019      | Figueira da Foz          | ITF W25     | Hartplatz         | Francisca Jorge           | Laura Pigossi Moyuka Uchijima                     | 6:4, 4:6, [11:9]  |
| 32. | 2. November 2019   | Lousada                  | ITF W15     | Hartplatz (Halle) | Francisca Jorge           | Ana Filipa Santos Almudena Sanz-Llaneza Fernandez | 6:4, 6:3          |
| 33. | 20. September 2020 | Santarém                 | ITF W15     | Hartplatz         | Francisca Jorge           | Martyna Kubka Valeriya Strakhova                  | 6:2, 6:3          |
| 34. | 17. Juli 2021      | Almada                   | ITF W15     | Hartplatz         | Ingrid Gamarra Martins    | Océane Babel Lucie Nguyen Tan                     | 4:6, 6:3, [10:8]  |
| 35. | 23. Juli 2021      | Don Benito               | ITF W15     | Teppich           | Lucía Cortez Llorca       | Tamara Kostic Erica Oosterhout                    | 6:4, 6:3          |
| 36. | 8. Oktober 2022    | Baza                     | ITF W15     | Hartplatz         | Lucía Llinares Domingo    | Maryna Kolb Nadija Kolb                           | 7:5, 2:6, [13:11] |
| 37. | 25. Februar 2023   | Manacor                  | ITF W15     | Hartplatz         | Ioana Loredana Roșca      | Naïma Karamoko Inês Murta                         | 6:4, 7:66         |
| 38. | 13. Juli 2024      | Don Benito               | ITF W35     | Teppich           | Tamara Kostic             | Isabella Barrera Aguirre Witalija Djatschenko     | 3:6, 6:4, [10:6]  |